# Kosteletzkya adoensis
Kosteletzkya adoensis är en malvaväxtart som först beskrevs av Ferdinand von Hochstetter och Achille Richard, och fick sitt nu gällande namn av Maxwell Tylden Masters. Kosteletzkya adoensis ingår i släktet Kosteletzkya och familjen malvaväxter. Inga underarter finns listade i Catalogue of Life.